# Karl Schröder
Karl Schröder (Połczyn-Zdrój, 1884. november 13. – Berlin, 1950. április 6.) német író. 1913-ban lett az SPD tagja, 1918-ban csatlakozott a KPD-hez. 1919-ben sok másik politikussal együtt kitették a pártból, de megalapították a Kommunista Munkáspártot. A második világháborúban különböző koncentrációs táborokban raboskodott. A háború után 1948-ban csatlakozott a SED-hez.

## Művei
- Vom Werden der neuen Gesellschaft. Berlin 1920
- Wesen und Ziele der revolutionären Betriebsorganisation. (Gemeinsam mit Friedrich Wendel). 1920
- Der Sprung über den Schatten. Roman. Der Bücherkreis, Berlin 1928.
- Aktien-Gesellschaft Hammerlugk. 1928
- Die Geschichte Jan Beeks. (Roman). Der Bücherkreis, Berlin 1929.
- Familie Markert. Eine Gesellschaftsstudie (2 Bände). Der Bücherkreis, Berlin 1931.
- Klasse im Kampf. (Roman). Büchergilde Gutenberg, Berlin  1932.
- Die letzte Station. Erzählung. Weiss, Berlin 1947. Neuausgabe von Fietje Ausländer i. d. Schriftenreihe des Dokumentations- und Informationszentrums Emslandlager, Bd. 7. Edition Temmen, Bremen 1995  ISBN 3861082594. Mit Beiträgen von Habbo Knoch, Ursula Lamm u. Heinrich Scheel.